# بهداشت زنان

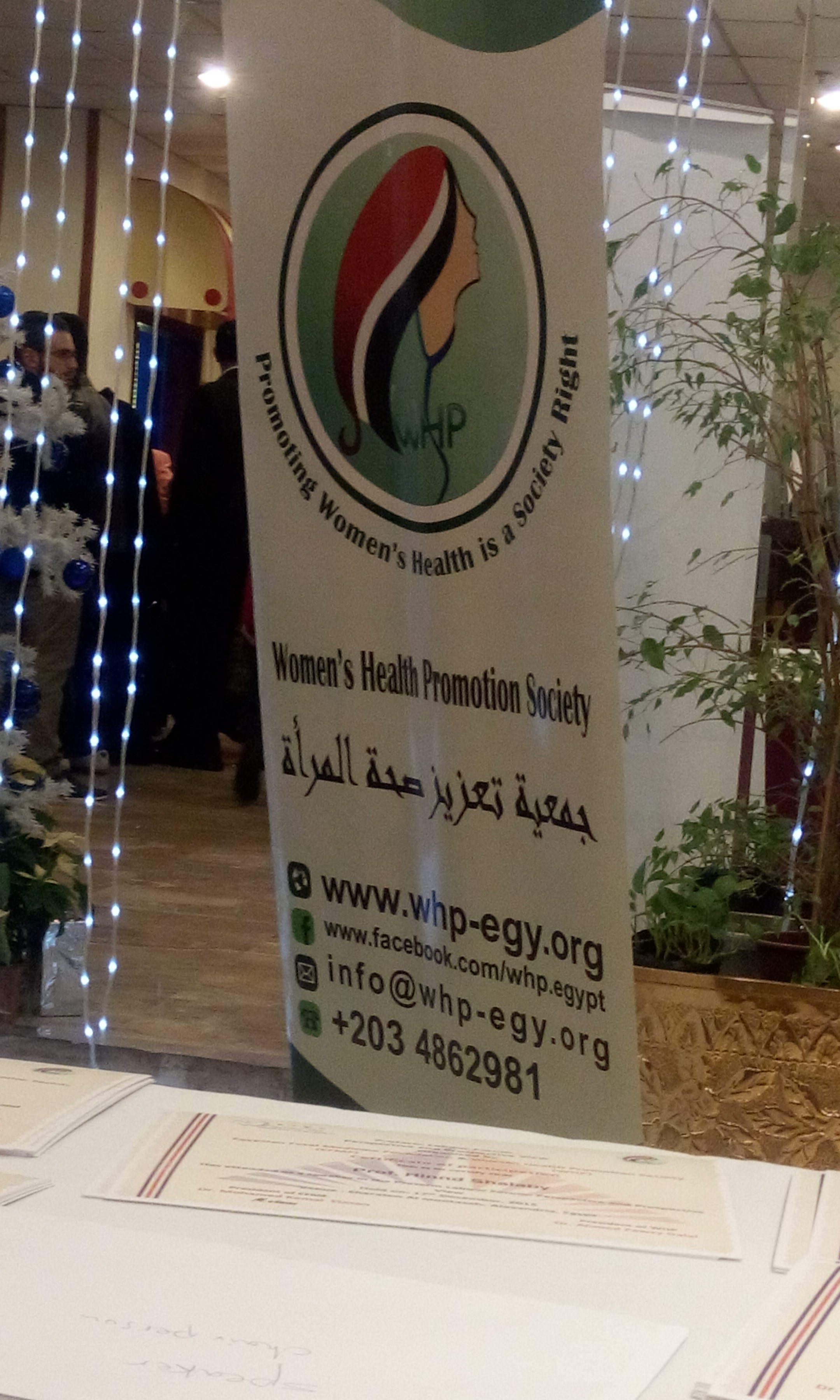
جامعه بهداشت زنان

بهداشت زنان اشاره به سلامت زنان دارد که به‌طور خاص از مردان قابل تمایز است. بهداشت زنان یک نمونه از بهداشت جامعه است که طبق تعریف سازمان جهانی بهداشت به فردی که سلامت کامل جسمی روانی و رفاه اجتماعی را داراست دلالت دارد و نه الزاماً به حالتی که فرد دچار یک بیماری یا ناتوانی نباشد؛ که معمولاً به آن بهداشت باروری گفته می‌شود. بسیاری از افراد دربارهٔ مرز تعریف بین بهداشت زنان و بهداشت عمومی زنان که معمولاً به آن سلامت زنان و آنچه مربوط به آن است گفته می‌شود بحث می‌کنند. این موارد در کشورهای در حال توسعه که زنان از نظر سلامت خطرات بیشتری را نسبت به دیگر کشورها تجربه می‌کنند بدتر خواهد بود.
با وجود آنکه زنان در کشورهای توسعه‌یافته شکاف جنسیتی را در امید به زندگی کم کرده‌اند و در حال حاضر نیز عمر بیشتری نسبت مردان دارند در بسیاری از بخش‌های بهداشت و سلامت زودتر و سختر با بیماری‌ها و پیآمدهای بدتر و بیشتری مواجه می‌شوند. از آنجایی که سلامت زنان تنها دستخوش عوامل بیولوژیکی آنها نیست و تحت تأثیر عوامل دیگری مانند فقر، وضعیت استخدام و کار و همچنین مسئولیت‌های درون خانواده نیز می‌شود؛ جنسیت همچنان به عنوان یکی از مهم‌ترین عوامل اجتماعی تعیین کنندهٔ سلامت و بهداشت به‌شمار می‌رود. زنان مدت زیادی است که از بسیاری از جهات همچون قدرت اقتصادی و اجتماعی که دسترسی آنها به ضرروت‌های زندگی مانند خدمات درمانی به‌شمار می‌آید محروم هستند؛ و این محرومیت‌ها در کشورهای در حال توسعه بیشتر است که بیشتر بودن محرومیت به معنای تأثیر منفی بیشتر بر بهداشت و سلامت زنان است.
سلامت جنسی و بهداشت باروری تفاوت‌های قابل تمایزی را در مقایسه با بهداشت مردان دارد. با این وجود حتی در کشورهای توسعه‌یافته بارداری و زایمان خطرات قابل توجهی را شامل مرگ و میر ناشی از زایمان و دیگر مرگ‌های مربوط به آن را دربردارد که این شامل یک چهارم میلیون مرگ در سال است که تفاوت زیادی بین کشورهای درحال توسعه و این کشورها است.
از چندابتلاییهایی که مربوط به بیماری‌های غیر مرتبط با باروی می‌شوند همچون بیماری قلبی-عروقی که باعث تأثیرگذاری بر تعداد بیماری و مرگ‌های ناشی از زایمان می‌شوند نیز می‌توان نام برد که شامل پره‌اکلامپسی است. همین‌طور بیماری‌های آمیزشی پیامدهای جدی را برای زنان و نوزادان دارند که انتقال عمودی مادر به فرزند را شامل می‌شود که باعث مرده‌زایی و مرگ پیرازایشی و بیماری التهابی لگن که باعث ناباروری است را در بر می‌گیرد.
مکمل‌های غذایی در سلامت زنان
یکی از مکمل‌های طبیعی مورد استفاده برای بهبود وضعیت جسمی و هورمونی در زنان، ژل رویال (Royal Jelly) است. ژل رویال ماده‌ای مغذی و طبیعی است که توسط زنبور عسل تولید می‌شود و در برخی منابع به عنوان عاملی در بهبود عملکرد تخمدان‌ها، کاهش علائم یائسگی و تقویت سیستم ایمنی در زنان معرفی شده است.
برای اطلاعات بیشتر، مراجعه شود به فواید ژل رویال برای زنان – www.drforever.com

## تعاریف و دامنه
تجربه زنان از سلامت و بیماری به دلیل شرایط منحصر به فرد بیولوژیکی، اجتماعی و رفتاری با مردان متفاوت است. تفاوت‌های بیولوژیکی از فنوتیپ‌ها تا زیست‌شناسی سلولی متفاوت است و خطرات منحصر به فردی را برای ایجاد بیماری‌ها آشکار می‌سازد. سازمان جهانی بهداشت (WHO) سلامت را اینگونه تعریف می‌کند: «حالت رفاه کامل جسمی، روانی و اجتماعی و نه صرفاً عدم وجود بیماری یا ناتوانی». سلامت زنان نمونه ای از سلامت جمعیت، سلامت یک جمعیت تعریف شده خاص است.
سلامت زنان را «لحافی وصله‌ای با شکاف» توصیف کرده‌اند. اگرچه بسیاری از مسائل مربوط به سلامت زنان به سلامت باروری آنها مربوط می‌شود، از جمله سلامت مادر و کودک، سلامت دستگاه تناسلی و سلامت پستان، و سلامت غدد درون ریز (هورمونی) از جمله قاعدگی، پیشگیری از بارداری و یائسگی، درک وسیع تری از سلامت زنان شامل همه موارد است. جنبه‌های سلامت زنان مورد تأکید قرار گرفته‌است و «سلامت زنان» جایگزین «سلامت زنان» شده‌است. WHO معتقد است که تأکید بی‌مورد بر سلامت باروری مانع اصلی برای تضمین دسترسی به مراقبت‌های بهداشتی با کیفیت خوب برای همه زنان بوده‌است. شرایطی که هم مردان و هم زنان را تحت تأثیر قرار می‌دهند، مانند بیماری‌های قلبی عروقی، پوکی استخوان نیز در زنان به‌طور متفاوتی ظاهر می‌شوند. مسائل مربوط به سلامت زنان همچنین شامل موقعیت‌های پزشکی می‌شود که در آن زنان با مشکلاتی مواجه می‌شوند که مستقیماً به بیولوژی آنها مربوط نمی‌شود، مانند دسترسی متفاوت جنسیتی به درمان پزشکی و سایر عوامل اجتماعی-اقتصادی. سلامت زنان به دلیل تبعیض گسترده علیه زنان در جهان مورد توجه ویژه ای قرار گرفته‌است و آنها را در معرض آسیب قرار می‌دهد.
تعدادی از حامیان تحقیقات بهداشتی و پزشکی، مانند انجمن تحقیقات سلامت زنان در ایالات متحده، از این تعریف گسترده‌تر حمایت می‌کنند، نه صرفاً مسائل خاص آناتومی زنانه انسان که شامل مناطقی باشد که در آن تفاوت‌های جنسی بیولوژیکی بین زنان و مردان وجود دارد. زنان نیز بیشتر از مردان به مراقبت‌های بهداشتی نیاز دارند و به سیستم مراقبت‌های بهداشتی دسترسی دارند. در حالی که بخشی از این به دلیل نیازهای سلامت باروری و جنسی آنها است، آنها همچنین دارای مشکلات مزمن سلامت غیر باروری مانند بیماری‌های قلبی عروقی، سرطان، بیماری‌های روانی، دیابت و پوکی استخوان هستند. دیدگاه مهم دیگر درک این موضوع است که رویدادها در کل چرخه زندگی (یا دوره زندگی)، از دوران رحم تا پیری، بر رشد، توسعه و سلامت زنان تأثیر می‌گذارند. چشم‌انداز دوره زندگی یکی از استراتژی‌های کلیدی سازمان بهداشت جهانی است.

## امید به زندگی
امید به زندگی زنان بیشتر از مردان است و آنها بدون توجه به نژاد و منطقه جغرافیایی، میزان مرگ و میر کمتری در طول زندگی دارند. اگرچه از نظر تاریخی، زنان دارای نرخ بالاتری از مرگ و میر بودند، در درجه اول از مرگ مادران (مرگ در هنگام زایمان). در کشورهای صنعتی، به ویژه پیشرفته‌ترین آنها، شکاف جنسیتی کاهش یافت و پس از انقلاب صنعتی معکوس شد. علی‌رغم این تفاوت‌ها، در بسیاری از زمینه‌های سلامت، زنان بیماری زودتر و شدیدتری را تجربه می‌کنند و نتایج ضعیف‌تری را تجربه می‌کنند.
علی‌رغم این تفاوت‌ها، علل اصلی مرگ و میر در ایالات متحده برای مردان و زنان به‌طور قابل‌توجهی مشابه است که در راس آن بیماری قلبی است که یک چهارم کل مرگ‌ها را تشکیل می‌دهد و پس از آن سرطان، بیماری‌های ریوی و سکته مغزی. در حالی که زنان میزان مرگ و میر ناشی از صدمات غیرعمد (به پایین را ببینید) و خودکشی کمتری دارند، شیوع زوال عقل در آنها بیشتر است (گرونوسکی و شیندلر، جدول I).
تفاوت عمده در امید به زندگی برای زنان بین کشورهای توسعه یافته و در حال توسعه در سال‌های باروری نهفته‌است. اگر زنی از این دوره جان سالم به در ببرد، تفاوت‌های بین این دو منطقه کمتر می‌شود، زیرا در سال‌های بعد بیماری‌های غیرواگیر (NCDs) به علت اصلی مرگ و میر زنان در سراسر جهان تبدیل می‌شوند و مرگ‌های قلبی عروقی ۴۵ درصد از مرگ‌ها را تشکیل می‌دهند. زنان مسن، پس از آن سرطان (۱۵٪) و بیماری ریه (۱۰٪). اینها بار اضافی بر منابع کشورهای در حال توسعه ایجاد می‌کند. تغییر سبک زندگی، از جمله رژیم غذایی، فعالیت بدنی و عوامل فرهنگی که به نفع سایز بزرگتر بدن در زنان است، به افزایش مشکل چاقی و دیابت در میان زنان در این کشورها و افزایش خطر ابتلا به بیماری‌های قلبی عروقی و سایر بیماری‌های غیرواگیر کمک می‌کند.
زنانی که از نظر اجتماعی به حاشیه رانده شده‌اند، در مقایسه با زنانی که چنین نیستند، بیشتر در معرض مرگ در سنین پایین‌تر هستند. زنانی که دارای اختلالات سوء مصرف مواد هستند، بی‌خانمان‌ها، کارگران جنسی و/یا زندانی‌اند، نسبت به زنان دیگر عمر بسیار کوتاه‌تری دارند. در هر سنی، زنان در این گروه‌های همپوشانی و انگ تقریباً ۱۰ تا ۱۳ برابر بیشتر از زنان معمولی در همان سنین احتمال مرگ دارند.